# Yōta Maejima
Yōta Maejima (前嶋 洋太?, Maejima Yōta; Yokohama, 12 agosto 1997) è un calciatore giapponese, difensore dell'Avispa Fukuoka.

## Palmarès

### Club

#### Competizioni nazionali
- Coppa J. League: 1

Avispa Fukuoka: 2023